# Sân bay Hoàng Long Cửu Trại
Sân bay Hoàng Long Cửu Trại (IATA: JZH, ICAO: ZUJZ) còn được gọi là Sân bay Cửu Trại Câu (giản thể: 九寨沟机场; phồn thể: 九寨溝機場), sân bay Cửu Hoàng là một sân bay dân dụng nằm ở huyện Tùng Phan, Tứ Xuyên, Trung Quốc. Sân bay này phục vụ hoạt động du lịch tại hai nơi danh lam thắng cảnh nổi tiếng là Thắng cảnh Hoàng Long cách 53 km (33 dặm) và Cửu Trại Câu cách sân bay 88 km (55 dặm). Nó nằm ở độ cao 3.448 mét (11.312 ft) so với mực nước biển và là sân bay cao thứ ba ở Trung Quốc (sau Qamdo và Lhasa).
Cửu Trại Hoàng Long nằm cách Sân bay quốc tế Song Lưu Thành Đô khoảng 240 km (150 mi) (tức là khoảng 40 phút bay). Sân bay này bắt đầu các chuyến bay vào ngày 28 tháng 9 năm 2003 với một đường băng dài 3.200 mét (10.500 ft) và rộng 60 mét (200 ft).
Do nằm ở độ cao 3.448 mét (11.312 ft) nên một số hành khách có thể gặp các triệu chứng say độ cao. Điều này nên được xem xét khi lập kế hoạch để bay vào hoặc ra khỏi sân bay. Trung tâm khách hàng tại sân bay có bán các bình oxy và thuốc thảo dược Tây Tạng.

## Hãng hàng không và tuyến bay
Tính đến tháng 4 năm 2012, sân bay có sự hiện diện của các hãng bay và các tuyến bay sau:
| Hãng hàng không                                         | Các điểm đến                          |
| ------------------------------------------------------- | ------------------------------------- |
| Air China                                               | Thành Đô, Thượng Hải-Phố Đông         |
| China Eastern Airlines                                  | Thành Đô, Thượng Hải-Phố Đông, Tây An |
| China Southern Airlines                                 | Trùng Khánh, Quảng Châu               |
| China Southern Airlines vận hành bởi Chongqing Airlines | Trùng Khánh                           |
| Hainan Airlines                                         | Thành Đô                              |
| Sichuan Airlines                                        | Thành Đô, Hàng Châu, Tây An           |